# Stephen Brislin
Stephen Brislin (né le 24 septembre 1956 à Welkom, dans l'État-Libre en Afrique du Sud) est un évêque catholique sud-africain, archevêque du Cap de décembre 2009 à octobre 2024, date à laquelle il est nommé archevêque de Johannesburg. Il est créé cardinal en septembre 2023.

## Biographie
Stephen Brislin a fréquenté l’école primaire et secondaire à Welkom, chez les Frères des Écoles chrétiennes, puis a étudié la psychologie à l'Université nationale du Cap. Il est entré au Séminaire philosophique St John Vianney à Pretoria et a étudié la théologie au Missionnary Institute de Mill Hill, à Londres, obtenant le baccalauréat de l'Université catholique de Louvain (Belgique).
Ordonné prêtre à Welkom, le 19 novembre 1983, il est incardiné au diocèse de Kroonstad.
Il est nommé administrateur du diocèse à la suite du décès de Johannes Brenninkmeijer en 2003. Il en est nommé évêque le 17 octobre 2006 et reçoit la consécration épiscopale le 28 janvier suivant des mains de Jabulani Adatus Nxumalo, archevêque de archidiocèse de Bloemfontein, siège métropolitain dont Kroonstad est suffragant.
Le 18 décembre 2009 il est nommé archevêque du Cap où il succède à Lawrence Patrick Henry.
Le 9 septembre 2014 il est nommé par le pape François père synodal pour la troisième assemblée générale extraordinaire du synode des évêques sur la famille qui se déroule du 5 au 19 octobre en qualité de président de la conférence épiscopale des évêques du Botswana, d'Afrique du Sud et du Swaziland.
En avril 2017, il publie avec les évêques sud-africains un message concernant la crise politique en Afrique du Sud, demandant la convocation du Parlement sud-africain pour préserver la démocratie et la paix sociale.
Le pape François annonce en juillet 2023 son intention de le créer cardinal le 30 septembre 2023. Il le devient lors du consistoire extraordinaire du 30 septembre 2023 et reçoit à cette occasion le titre de cardinal-prêtre de Santa Maria Domenica Mazzarello.
Le 28 octobre 2024, le pape François le nomme archevêque de Johannesburg.

### Ministères exercés
Après son ordination il a exercé les ministères suivants : 
- 1984 - 1985 : chapelain à Virginia[Laquelle ?] ;
- 1986 - 1989 : curé à Odendaalsrus / Kutlwanong et à Motsethabong ;
- 1990 - 2003 : vicaire général du diocèse de Kroonstad ;
- 2003 - 2006 : administrateur diocésain du diocèse de Kroonstad ;
- 2006 - 2009 : évêque du diocèse de Kroonstad ;
- 2009 - 2024 : archevêque du Cap ;
- depuis 2024 : archevêque de Johannesburg.